# Ilse Jordan
 (juin 2017).
Pour les articles homonymes, voir Jordan.
Ilse Jordan (1891-1988) est une femme de lettres de langue allemande.

## Biographie
Elle est née le 5 juin 1891 à Bischwiller dans le nord de l’Alsace où son père était professeur. Ses parents d’origine allemande étaient arrivés là après l’annexion de l’Alsace-Moselle en 1871 et ont vraisemblablement retraversé le Rhin après 1918.
Après l’Abitur, obtenu à Baden-Baden, elle fait des études de philologie (allemand, français et anglais) à l’université de Strasbourg.
Ses goûts pour la musique la poussent à suivre une formation de cantatrice en 1911 et 1912 au conservatoire de Strasbourg à la tête duquel se trouve le compositeur Hans Pfitzner (1869-1949), qui anime la vie musicale de la ville depuis 1908 et avec lequel elle se lie d’amitié.
Ilse Jordan mène de front une formation linguistique et une formation artistique, sans savoir quelle voie choisir. En 1914 le célèbre baryton et professeur de chant Karl Scheidemantel (1859-1923) atteste que ses prédispositions vocales la destinent à « une carrière remarquable de cantatrice ». Elle obtient des succès prometteurs au Kurhaussaal de Baden-Baden. Un projet de concert de cantates de Bach avec Albert Schweitzer à l’orgue avorte à cause des vicissitudes de la guerre.
Elle choisit finalement les études de philologie et passe avec succès l’examen dans cette matière en 1916 à Karlsruhe.
Elle commence une carrière d’enseignante à Bruchsal en Bade-Wurtemberg, mais, insatisfaite par une vie de professeur ordinaire, elle postule pour un poste à l’école allemande de Shanghaï où elle enseigne de 1926 à 1931.
Elle met à profit ses longues périodes de vacances pour voyager en Chine et dans tout l’Extrême-Orient et les mers du Sud, le plus souvent seule. Elle a été la première Occidentale à effectuer en solitaire une traversée de Formose alors sous occupation japonaise, quelques semaines seulement avant la grande révolte d’octobre 1930 des aborigènes de l’île connue sous le nom d’incident de Wushe.
À son retour en Europe, elle occupe plusieurs postes de professeur de lycée à Perleberg dans le Brandebourg, Landsberg an der Warthe (aujourd’hui Gorzów Wielkopolski en Pologne), Berlin et Schopfheim dans le Pays de Bade.
Elle part en retraite en 1956 et va s’établir à Lubeck avec l’écrivain Hildegard Stern dont elle partage la vie. À la mort de ce dernier, elle va s’établir dans un foyer pour personnes âgées à Bad Kissingen dans le nord de la Bavière où elle décède en 1988 à l’âge de 97 ans. Ses cendres ont été dispersées dans la Mer du Nord.

## Œuvres
Elle est l’auteur de deux récits de voyages :
Ferne blühende Erde dédié à Hans Pfitzner dans lequel elle parle de son séjour en Asie a été publié en 1939 et réédité en 1949 et 1987 et salué par plusieurs personnalités de la vie culturelle d’alors.
Ainsi Hans Carossa (1878-1956), lui a-t-il écrit : « Tous les soirs je lis un extrait (de votre livre) à ma femme et à des amis et chaque soir le charme opère. C’est vraiment une bonne étoile qui vous a conduite il y a plus de 20 ans vers l’est pour que vous rendiez inoubliables les paysages splendides et terribles qui ne resteront peut-être plus longtemps tels que votre regard acéré nous les a décrits. » 
Car Ilse Jordan, qui maîtrise l’art de la description, donne vraiment à voir ce qu’elle a vu, consciente d’être la dernière à pouvoir admirer certains paysages et de sauver par ses écrits un monde en train de disparaître : 
« Il existe vraiment encore des baies et des coins, dans lesquels aucun toit en tôle ne dérange, pas plus que le moteur d’un bateau hors-bord, des endroits dans lesquels rien ne vous fait penser aux influences démoralisantes de cette partie de la Terre si problématique qu’est l’Europe. » Ilse Jordan, Deutsche Kolonial Zeitung, 1936
Le livre a été traduit en français en 2013 sous le titre Derrière les portes de l'Extrême-Orient - Éditions Artisans Voyageurs.
Unterwegs in allen Winden, paru en 1971, contient des pages consacrées à son séjour asiatique, et d’autres consacrées à ses nombreux voyages en Europe et en Afrique du Nord.
En 2016, les éditions Artisans Voyageurs ont également publié, sous le titre C'était Shangaï, la traduction du journal qu’Ilse Jordan a tenu en Chine et des extraits de lettres qu’elle a envoyées à sa mère.

## Source
Notice biographique de l’édition de 1987 de Ferne blühende Erde dont l’auteur a recueilli les informations auprès d’Ilse Jordan elle-même.